# Laurens De Plus
Laurens De Plus, né le 4 septembre 1995 à Alost, est un coureur cycliste belge, membre de l'équipe Ineos Grenadiers. Son frère cadet Jasper est également cycliste professionnel.

## Biographie

### Jeunesse et débuts en cyclisme
Laurens De Plus naît le 4 septembre 1995 à Alost. Fan de Tom Boonen durant son enfance, et résidant à Ninove, ville d'arrivée du Tour des Flandres, il souhaite pratiquer le cyclisme mais ses parents s'y opposent, estimant ce sport dangereux et coûteux. Ils finissent toutefois par le laisser se lancer dans la compétition cycliste après avoir rencontré Peter Van Petegem en juillet 2010, lors d'un séjour de vacances à Tenerife, et lui avoir posé quelques questions. Il court pour la première fois en montagne à 17 ans, en 2012, en catégorie junior, au Tour du Valromey, où il rencontre des difficultés dans les longues ascensions. En parallèle de sa carrière cycliste, il est étudiant en gestion d'entreprise à la Haute École de Alost.
En 2013, sous les couleurs du club belge Cube-Spie-Douterloigne, il montre des progrès en terminant quatrième du Tour du Valromey, septième de La Philippe Gilbert Juniors et huitième du Giro della Lunigiana. En septembre, il se classe 35e et meilleur coureur belge des mondiaux juniors.

### Catégorie espoirs
En 2014, Laurens De Plus intègre l'équipe Lotto-Soudal U23, réserve de la formation WorldTour Lotto-Soudal. Avec celle-ci, il découvre les principales courses par étapes du calendrier international espoir, lors de la Ronde de l'Isard d'Ariège, où il abandonne lors de la deuxième étape, et au Tour de la Vallée d'Aoste (47e). 
Pour sa deuxième saison chez les espoirs en 2015, Laurens De Plus espère être sélectionné en équipe nationale et se montrer lors d'épreuves par étapes comme le Tour des Pays de Savoie, le Tour de la Vallée d'Aoste ou la Ronde de l'Isard d'Ariège. Il ambitionne également d'être sélectionné pour Liège-Bastogne-Liège espoirs afin d'accumuler de l'expérience. Au mois de mars, il obtient sa première victoire sur Gand-Staden, manche inaugurale de la Coupe de Belgique, puis termine neuvième du Handzame Challenge et onzième du Trofeo Banca Popolare di Vicenza en Italie. Engagé sur Liège-Bastogne-Liège espoirs avec des ambitions, il ne finit cependant que 53e à la suite d'une erreur d'aiguillage. 
À la fin du mois d'avril, il part s'entraîner dans les Vosges en compagnie de son ami Tiesj Benoot, afin de monter en condition pour ses prochains objectifs, le Grand Prix Criquielion et la Ronde de l'Isard d'Ariège. En mai, il se classe cinquième de la Flèche ardennaise, remportée par Loïc Vliegen. Peu de temps après, il se présente au départ de la Ronde de l'Isard d'Ariège, qui est l'un de ses objectifs de la saison. Révélation de l'épreuve, il termine tout d'abord deuxième de la première étape arrivant au somment de Goulier Neige, à seulement douze secondes du vainqueur Simone Petilli. Le lendemain, il doit une nouvelle fois se contenter de la deuxième place au sommet du plateau de Beille, en accusant un débours de plus d'une minute sur Jérémy Maison, malgré une crevaison et une chute survenues au pied de la montée. Au terme des quatre étapes, il termine finalement cette épreuve premier au classement par points, meilleur jeune, deuxième du classement de la montagne et du classement général, devancé de dix secondes par Petilli,. Moins d'une semaine plus tard, il prend la quatrième place de la Course de la Paix espoirs, manche de la Coupe des Nations U23.
En juillet, il confirme ses bonnes prestations dans les cols lors du Tour de la Vallée d'Aoste, course référence chez les espoirs, où il remporte la première étape et termine deuxième du classement général, derrière l'Australien Robert Power. Toujours en été, il termine quatrième du Trophée Almar et sixième du Tour Alsace. Désigné leader de la Belgique sur le Tour de l'Avenir, il se classe huitième après avoir subi une défaillance lors de la dernière étape, alors qu'il occupait la deuxième place du général,. Au championnat du monde sur route espoirs, il prend la 37e place, après avoir du mettre pied à terre durant le dernier tour, gêné par la chute de son coéquipier Nathan Van Hooydonck. À l'issue de cette saison, Laurens De Plus reçoit le Vélo de cristal espoirs.

### Carrière professionnelle

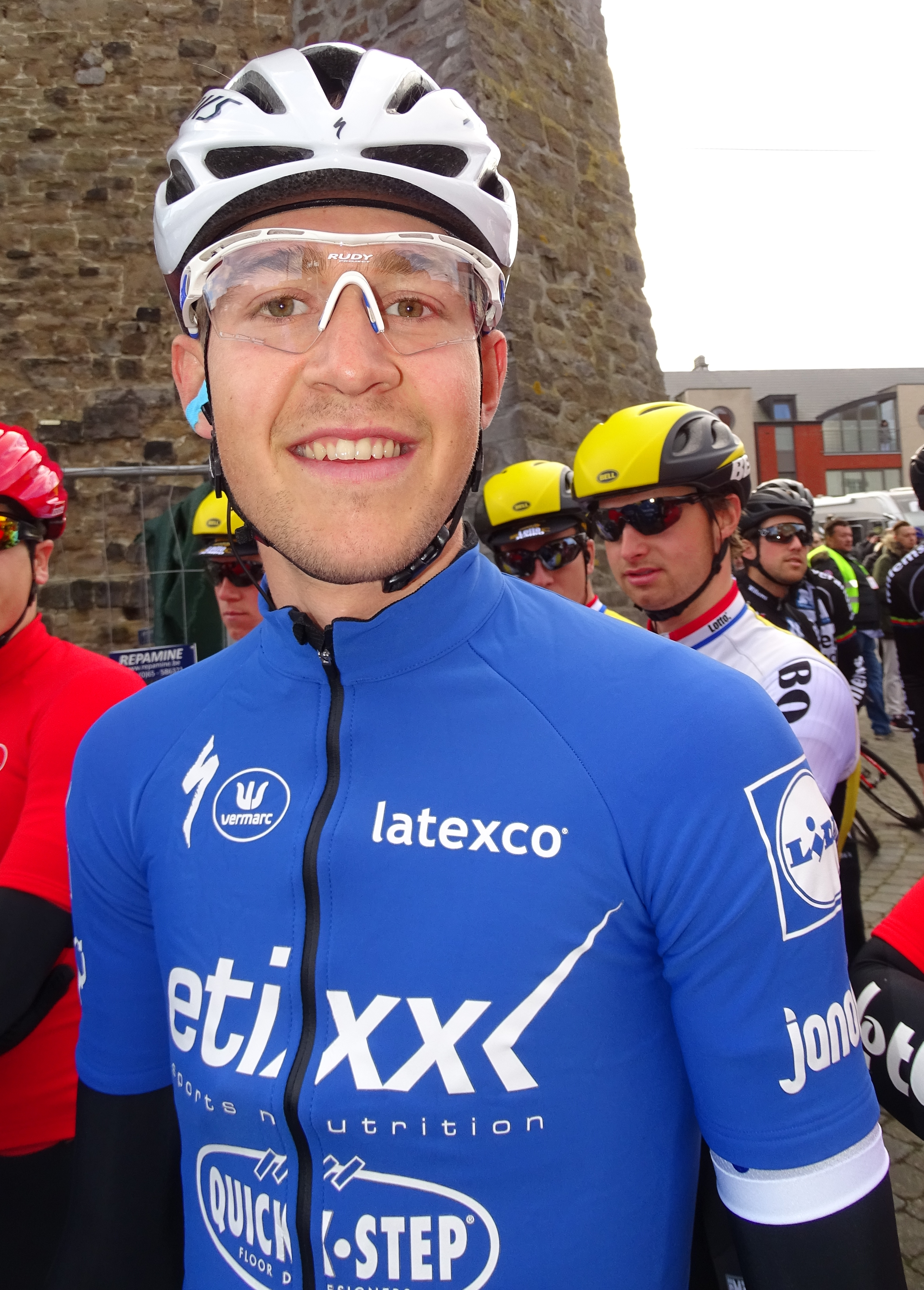
Laurens De Plus lors du départ de Samyn 2016 à Quaregnon.

#### Quick-Step (2016-2018)
Bien qu'il ait évolué en 2014 et 2015 dans la réserve de l'équipe professionnelle Lotto-Soudal, Laurens De Plus devient professionnel en 2016 dans l'équipe belge rivale de cette dernière, Etixx-Quick Step, qui l'engage pour trois ans. Il est le coureur le plus jeune du World Tour cette saison.
Pour sa première saison chez les professionnels, il tient principalement un rôle d'équipier. Il dispute plusieurs courses World Tour et participe aux Jeux olympiques de Rio, où il abandonne. Son meilleur résultat de l'année est une septième place au championnat de Belgique du contre-la-montre. Il est contraint d'arrêter sa saison au début du mois d'octobre, à cause d'une fracture à la hanche contractée en tombant lors du Tour du Piémont.
Le 7 octobre 2017, lors du Tour de Lombardie, alors qu'il est en train de revenir sur l'homme de tête, le Français Mickaël Chérel, il fait, dans la descente du mur de Sormano vers le lac de Côme, une chute spectaculaire en passant par-dessus la glissière de sécurité et en basculant dans le vide avant de se réceptionner sur un sol herbeux. Il se fracture le genou lors de l'incident et passe une grande partie de l'hiver à se remettre de sa blessure. En janvier 2018, il s'entraîne en Afrique du Sud avec ses coéquipiers Bob Jungels et Petr Vakoc, lorsque le groupe est heurté par un camion. Jungels échappe aux blessures, mais Vakoc se fracture la colonne vertébrale, tandis que De Plus se retrouve avec une fracture du bassin et du sacrum. Il ne reprend la compétition qu'en mai 2018, date à laquelle il se classe huitième du Tour de Californie. Quatrième du championnat de Belgique en juin, il participe ensuite au Tour d'Espagne, où il est notamment troisième de la deuxième étape, avant d'abandonner à 2 jours de l'arrivée. En septembre, il devient champion du monde du contre-la-montre par équipes avec Quick-Step Floors.

#### Jumbo-Visma (2019-2020)
Il court à partir de 2019 dans l'équipe Jumbo-Visma. Pour sa première saison dans l'équipe, il commence en février par une neuvième place sur l'UAE Tour, puis court Tirreno-Adriatico, deux courses où il aide son leader Primož Roglič à s'imposer. En avril, il se classe dans le top 20 de la Flèche wallonne (15e) et Liège-Bastogne-Liège (17e). Aligné sur le Tour d'Italie en soutien de Roglic, il abandonne lors de la 7e étape en raison d'une infection de la gorge. Il court ensuite son premier Tour de France, où il remporte avec sa formation le contre-la-montre par équipes. Il roule avec un rôle d'équipier pour Steven Kruijswijk qui termine troisième du classement final. En août, De Plus gagne le classement général du BinckBank Tour, sa première victoire sur le circuit World Tour.
En 2020, il ne participe qu'à une seule course (qu'il abandonne en raison de problèmes physiques) avant l'arrêt de la saison causée par la pandémie de Covid-19. À la reprise des compétitions, alors qu'il devait courir le Tour de France, il est finalement écarté de la sélection Jumbo-Visma au profit de George Bennett. À la reprise des compétitions, il ne prend part qu'à trois épreuves (deux abandons) en raison d'une blessure à la hanche. 

#### Ineos-Grenadiers (depuis 2021)
En 2021, il rejoint l'équipe Ineos Grenadiers. Il n'est plus aligné par son équipe à partir du Tour du Pays basque en avril en raison d'un surentraînement puis d'une maladie virale.
Équipier de Geraint Thomas sur le Tour d'Italie 2023, il accompagne souvent son leader dans les étapes de montagne et termine ce Giro à la dixième place du classement général. À nouveau équipier de Thomas quelques semaines plus tard lors du Tour d'Espagne il chute lors de la première étape disputée en contre-la-montre par équipes. Atteint d'une fracture à la hanche droite, il est contraint à l'abandon. En octobre, Ineos Grenadiers annonce l'extension du contrat de De Plus jusqu'en fin d'année 2026. De Plus annonce alors avoir été sollicité par Remco Evenepoel pour devenir son équipier et avoir refusé cette proposition.
En 2024, il réalise deux tops 20 lors des classements généraux de Paris-Nice (13e) et du Tour de Catalogne (16e) avant de se classer à une remarquable 5e place au Critérium du Dauphiné terminant dans le top 8 des trois dernières étapes de montagne, tout en roulant pour son leader Carlos Rodríguez, Il est le premier Belge du classement général de ce Dauphiné, devançant Remco Evenepoel, classé septième. Il termine 15e du classement général du Tour de France et 2e Belge derrière Evenepoel. Il prend une belle 4e place lors de la 17e étape à SuperDévoluy.
En février 2025, il réalise un excellent Tour de l'Algarve en terminant troisième de la 2e étape au sommet de l'Alto da Fóia ainsi que du classement général derrière Jonas Vingegaard et João Almeida. Le mois suivant, il se classe deuxième de la dernière étape du Tour de Catalogne à Barcelone derrière Primož Roglič et termine l'épreuve à la sixième place du classement général.

## Palmarès

### Palmarès amateur

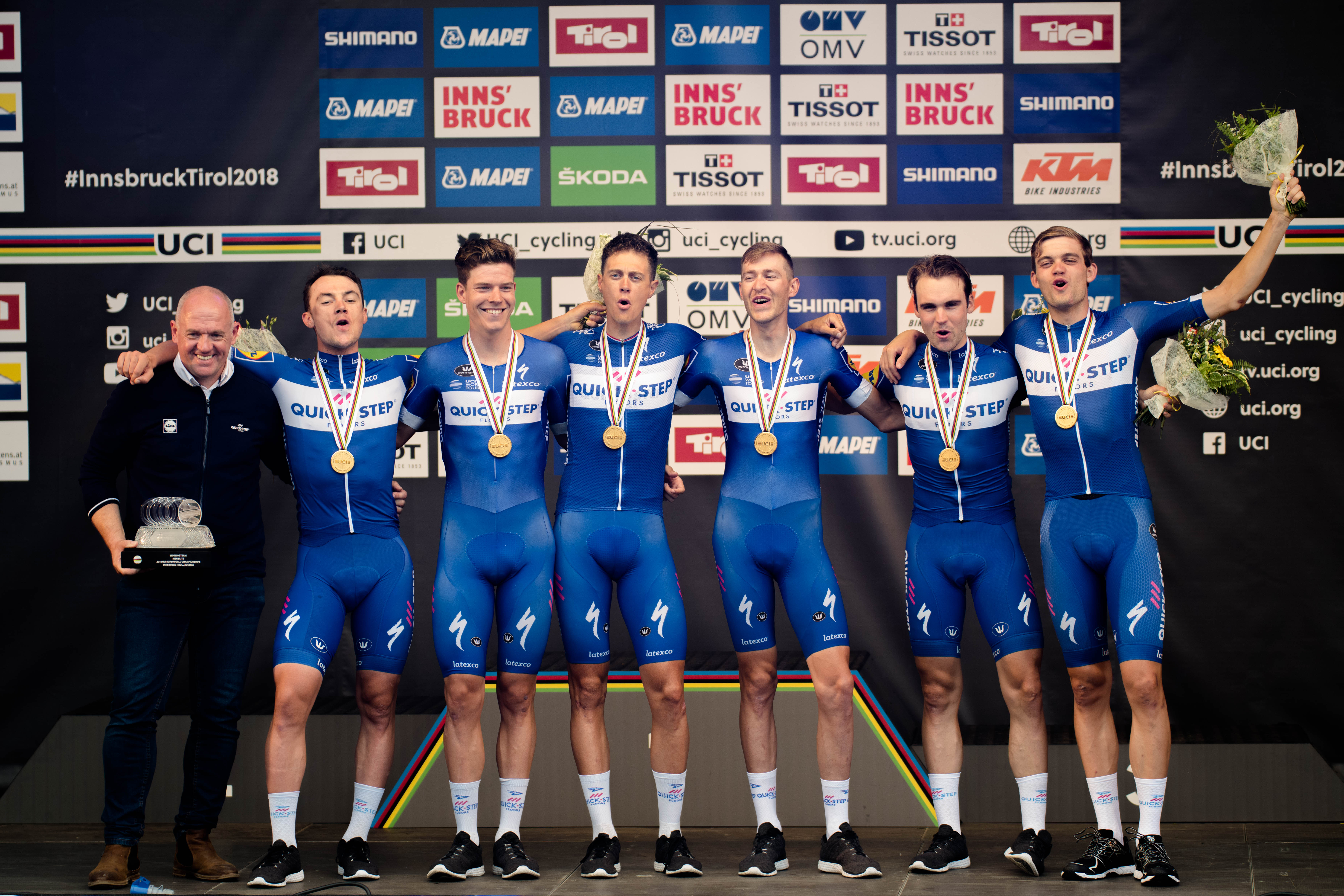
Yves Lampaert, Bob Jungels, Niki Terpstra, Laurens De Plus, Maximilian Schachmann et Kasper Asgreen champions du monde du contre-la-montre par équipes à Innsbruck.

- 2015[34]
  - Gand-Staden
  - 1re étape du Tour de la Vallée d'Aoste
  - 2e de la Ronde de l'Isard d'Ariège
  - 2e du Tour de la Vallée d'Aoste
  - 2e du Tour de Moselle

### Palmarès professionnel
- 2017
  - 3e du Ster ZLM Toer
- 2018
  -  Champion du monde du contre-la-montre par équipes
  - 8e du Tour de Californie
- 2019
  - 1re étape de l'UAE Tour (contre-la-montre par équipes)
  - 2e étape du Tour de France (contre-la-montre par équipes)
  - Classement général du BinckBank Tour
  - 9e de l'UAE Tour
- 2023
  - 10e du Tour d'Italie
- 2024
  - 5e du Critérium du Dauphiné
- 2025
  - 3e du Tour de l'Algarve
  - 6e du Tour de Catalogne

## Résultats sur les grands tours

### Tour de France
2 participations
- 2019 : 23e, vainqueur de la 2e étape (contre la montre par équipes)
- 2024 : 15e

### Tour d'Italie
3 participations
- 2017 : 24e
- 2019 : abandon (7e étape)
- 2023 : 10e

### Tour d'Espagne
3 participations
- 2018 : abandon (19e étape)
- 2023 : abandon (1re étape)
- 2024 : non-partant (10e étape)

## Classements mondiaux
| Année                                 | 2015 | 2016  | 2017 | 2018  | 2019 | 2020 | 2021 | 2022  | 2023 | 2024 |
| ------------------------------------- | ---- | ----- | ---- | ----- | ---- | ---- | ---- | ----- | ---- | ---- |
| UCI World Tour                        |      | nc    | 228e | 170e  |      |      |      |       |      |      |
| Classement mondial                    |      | 888e  | 423e | 333e  | 124e | nc   | 959e | 1254e | 297e | 164e |
| UCI Europe Tour                       | 100e | 1355e | 386e | 1338e | 103e | nc   | 720e | 874e  | nc   | 134e |
| UCI Asia Tour                         | nc   | 483e  | 304e | 309e  |      |      |      |       |      |      |
|                                       |      |       |      |       |      |      |      |       |      |      |
| Légende : nc = non classéSource : UCI |      |       |      |       |      |      |      |       |      |      |

## Distinctions
- Vélo de cristal espoirs : 2015